# 小行星966
小行星966（966 Muschi）是一颗围绕太阳公转的小行星。
該小行星以發現者沃爾特·巴德妻子的小名命名。

## 参数
这颗小行星的绝对星等为9.91个天文单位，自转周期为5.355小时。